# GOLDEN☆BEST 大江千里
『GOLDEN☆BEST 大江千里』（ゴールデン・ベスト おおえせんり）は、大江千里の7枚目のベスト・アルバム。2011年2月23日、ソニー・ミュージックダイレクトから発売。

## 概要
メーカー主導ベストアルバム。ブックレットは未公開写真が多数。
ジュエルケースが通常より分厚くなっている。
1曲を除き、EPIC・ソニー在籍時シングルから選曲。
「消えゆく想い」のみ、アルバムからの選曲。
「ふたつの宿題」「夏の決心」シングル・バージョンが初収録。
全曲デジタル・リマスタリング。

## 収録曲
全曲作詞・作曲：大江千里
1. ワラビーぬぎすてて
2. ふたつの宿題（シングル・バージョン）
3. BOYS & GIRLS
4. 十人十色
5. REAL
6. フレンド
7. きみと生きたい
8. YOU
9. GLORY DAYS
10. これから
11. おねがい天国
12. dear
13. あいたい
14. 格好悪いふられ方
15. ありがとう
16. 夏の決心（シングル・バージョン）
17. 秋唄
18. Let it be, SWEET

### SonyMusic
- GOLDEN☆BEST 大江千里  –  ディスコグラフィ